# L'anno mille (film 2008)
L'anno mille è un film italiano del 2008 diretto da Diego Febbraro.

## Trama
Un guerriero dell'anno Mille si trova proiettato nel 2000 a Roma.